# Opera (canção de Super Junior)
Opera é o terceiro single japonês da boy band sul-coreana Super Junior, lançado em 9 de maio de 2012, pela Avex Trax. A canção foi originalmente lançada em coreano, como parte do quinto álbum de estúdio do grupo, Mr. Simple, em 3 de agosto de 2011. Este single estabeleceu um novo recorde no Japão, como o single mais vendido por um artista coreano em uma semana.

## Antecedentes
A canção foi originalmente escrita em Inglês, com o título "N.A.U.G.H.T.Y", por Thomas Troelsen e Engelina Larsen. Ela nunca foi lançada, e então foi re-escrita em coreano por Kenzie, tornando-se parte do quinto álbum de estúdio do grupo, Mr. Simple, como a segunda faixa.

## Recepção
No seu dia de lançamento, o single estreou em terceiro lugar no chart diário da Oricon, vendendo 54.331 cópias. No dia seguinte, vendeu um adicional de 15.608 cópias. O single estreou no #3 na parada semanal da Oricon, vendendo 159.789 cópias em sua primeira semana de lançamento, vendendo mais que seu anterior lançado no Japão, "Mr. Simple", que vendeu 88.873 em sua primeira semana. "Opera" tornou-se o single japonês mais vendido do Super Junior até agora, e, com o single, o grupo foi o artista coreano que mais vendeu no Japão, em 2012.

## Lista de faixas
| CD             |                                                |                  |                                  |         |  |
| N.º            | Título                                         | Letras           | Música                           | Duração |  |
| 1.             | "Opera"                                        | Masanori Nagaoka | Thomas Troelsen, Engelina Larsen | 3:01    |  |
| 2.             | "Way"                                          | HIKARI           | HIKARI                           | 4:46    |  |
| 3.             | "Opera -Korean Ver.-" (apenas edição limitada) | Kezie            | Thomas Troelsen, Engelina Larsen | 3:01    |  |
| Duração total: | Duração total:                                 | Duração total:   | Duração total:                   | 10:48   |  |

DVD
1. Opera (videoclipe)
2. Opera (dance version)
3. Opera (off-shot clip)

## Desempenho nas paradas
| Parada                       | Melhor posição | Vendas  | Vendas totais |
| ---------------------------- | -------------- | ------- | ------------- |
| Oricon Daily Singles Chart   | 1              | 54,331  | 184,469+      |
| Oricon Weekly Singles Chart  | 3              | 159,789 | 184,469+      |
| Oricon Monthly Singles Chart | 5              | 177,448 | 184,469+      |
| Oricon Yearly Singles Chart  | 35             | 184,469 | 184,469+      |

### Vendas e certificações
| Parada                                 | Total    |
| -------------------------------------- | -------- |
| Oricon (vendas físicas)                | 184,469+ |
| RIAJ (certificação das vendas físicas) | Ouro     |